# Bihar (cazar)
Bihar foi um grão-cã dos cazares durante a década de 730 e provavelmente era o pai da imperatriz Tzitzak (conhecida como "Irene da Cazária"), a princesa cazar que se casou com o filho do imperador bizantino Leão III, o Isauro e que reinaria com o nome de Constantino V. Bihar era, portanto, avô de Leão IV, o Cazar. Nas fontes armênias ele é chamado de Viharos.